# Ilévia
Ilévia (tot 1994 TCC genoemd en daarna tot 2019 Transpole) is een vervoermaatschappij die het openbaar vervoersnetwerk in de metropool van Rijsel (LMCU) beheert. Het netwerk bestaat uit een metro-, tram- en busnetwerk. Ilévia is eigendom van Keolis, een internationaal opererend vervoerbedrijf die 70% eigendom is van SNCF. In januari 2019 werd de naam van Transpole veranderd in de huidige naam Ilévia. De naam "Transpole" was een porte-manteau van de woorden "transport" en "metropool".

## Metro
De metro van Rijsel betreft een VAL-systeem die volledig autonoom rijdt zonder bestuurders. Het totale netwerk heeft een lengte van 43,6 km en in totaal 62 stations verdeeld over 2 lijnen.

## Tram
De tram van Rijsel bestaat uit twee metersporige lijnen die Rijsel, Roubaix en Tourcoing. Het netwerk heeft een totale lengte van 17,5 km met in totaal 36 stations. 

## Bus
Naast de metro en tram exploiteert Ilévia ook nog 68 stedelijke buslijnen waarvan 8 deels in België liggen. 

Kaart van metro en tram in Rijsel